# Louise Phillips
Louise Phillips, geboren in Bath, was een Brits zangeres. Haar stembereik lag binnen de sopraan. Ze kreeg haar opleiding bij Eugène Crosti en Jules Barbot aan het Conservatorium van Parijs. Ze maakte haar debuut in Bristol op 4 december 1882. Enige concerten volgden tot aan de eeuwwisseling. 
Voor haar en Herbert Thorndike werd door Agathe Backer-Grondahl een aparte versie gemaakt van Til mit hjertes dronning uit haar opus 1 onder de titel To the Queen of my heart. Het werd waarschijnlijk gezongen op een concert dat de componiste samen met Phillips gaf op 13 juli 1889 in Engeland. Alexander Mackenzie droeg zijn Eleven songs opus 31 uit 1893 aan haar op. Ze zong echter ook liederen van Edvard Grieg en Maude White.